# Halocyphina villosa
Halocyphina villosa är en svampart som beskrevs av Kohlm. & E. Kohlm. 1965. Halocyphina villosa ingår i släktet Halocyphina och familjen Niaceae.   Inga underarter finns listade i Catalogue of Life.